# توم ميلر (مدرب كرة سلة)
توم ميلر (بالإنجليزية: Tom Miller)‏ هو مدرب كرة سلة أمريكي، ولد في 7 نوفمبر 1948.